# Giovanni de Macque
Giovanni de Macque oder  Jean de Macque (* um 1548 in Valenciennes; † September 1614 in Neapel) war ein franko-flämischer Komponist, Organist und Kapellmeister der späten Renaissance. Da er die meiste Zeit seines Lebens in Italien verbrachte, war und ist er international vor allem unter seinem italianisierten Vornamen Giovanni bekannt.

## Leben und Wirken
De Macque wurde in jungen Jahren an der Hofburgkapelle in Wien als Sängerknabe ausgebildet. Nach Eintritt des Stimmbruchs Ende 1563 setzte er seine Ausbildung am Wiener Jesuitenkolleg fort. Die dortigen Ordensleute verhalfen ihm zu einem Aufenthalt in Rom. In einer späteren Veröffentlichung (1576) hat er Philippe de Monte, der sich um diese Zeit in Rom aufhielt, als seinen Lehrer bezeichnet. In einem Sammeldruck mit Madrigalen römischer Komponisten, der hier im Jahr 1574 erschien, ist auch sein Name enthalten. 1576 widmete de Macque seine erste eigene Sammlung von Madrigalen dem Richter am päpstlichen Gerichtshof, Serafino Oliviero Razzali, der ihn vermutlich besonders gefördert hatte. Vom 1. Oktober 1580 bis 21. September 1581 wirkte der Komponist an der römischen Kirche San Luigi dei Francesi als Organist. Durch musikalische Beiträge von ihm in mehreren Sammeldrucken entstand eine Verbindung zu der „Compagnia dei musici di Roma“, einer von Luca Marenzio geleiteten Komponistenvereinigung, der auch Giovanni Pierluigi da Palestrina, Giovanni Maria Nanino, Francesco Soriano und Felice Anerio angehörten. Weitere überlieferte Belege deuten darauf hin, dass er vielleicht auch für die Bruderschaft an der Kirche Santissima Trinità dei Pellegrini und für die Andachten der Oratorianer Kompositionen verfasst hat.
Im Jahr 1585 ist Giovanni de Macque in Neapel in den Dienst des Fürsten von Venosa, Fabrizio Gesualdo, dem Vater von Don Carlo Gesualdo, getreten. Aus dieser Anstellung entwickelte sich eine anhaltende und für den Komponisten förderliche Beziehung. In den folgenden Jahren plante er, wie sich aus dem erhaltenen Briefwechsel ergibt, sein weiteres Fortkommen sehr sorgfältig. Nach einem vorübergehenden Aufenthalt in Rom 1589 bekam er im Mai 1590 die Stelle des zweiten Organisten an der Kirche Santissima Annunziata in Neapel. Zwei Jahre später heiratete er Isabella Tonto; in dem Ehevertrag war auch die Klausel enthalten, dass er Neapel nicht verlassen darf. 1594 übernahm er die Stelle des Kapellorganisten in der Hofkapelle des Vizekönigs von Neapel und wurde 1599 als Nachfolger von Bartolomeo Roy noch Kapellmeister der Hofkapelle. Sein vorangegangener Dienstherr veranlasste noch 1597 den Druck seines dritten Madrigalbuchs. Zu seinen Schülern gehörten die Kapellorganisten Giovanni Maria Trabaci und Ascanio Mayone, darüber hinaus auch die Komponisten Andrea Falconieri, Donato Montella und Luigi Rossi.

## Bedeutung
Giovanni de Macque war einer der letzten bedeutenden franko-flämischen Meister, die in Italien gelebt und gewirkt haben. In seinen zahlreichen Madrigalen hat er, ausgehend von der zeitgenössischen italienischen Tradition, einen unverkennbar unabhängigen Stil entwickelt; hier setzt er ungewöhnliche Dissonanztechniken ein und lässt später in seiner Kompositionstechnik ganz bewusst irreguläre Stimm-Fortschreitungen zur Geltung kommen, um der Gattung Madrigal einen neuartigen Ausdruck zu geben. Außerdem hat er offenbar als Erster den Typ des madrigaletto aufgebracht, in dem er den Madrigalstil mit Elementen der Canzonette angereichert hat. Die Überlieferung von de Macques Musik für Tasteninstrumente geht auf seinen engsten Schülerkreis zurück und hat durch den ungewöhnlichen experimentellen Einsatz von Chromatik und Dissonanzen bei vielen Stücken Aufsehen erregt; hierzu gehören insbesondere sein Capricietto, die Durezze e ligature, die Consonance stravaganti und auch die Toccata a modo di trombetta.

## Werke
- Geistliche Vokalmusik
  - „Motectorum quinque, sex et octo vocum, liber primus“, Venedig 1576
  - 1 Motette zu fünf Stimmen
  - 5 Psalmen
  - 3 Antiphonen
  - 1 Litanei zu acht und zwölf Stimmen
- Weltliche Vokalmusik
  - „Il primo libro de madrigali a sei voci“, Venedig 1576
  - „Madrigali a quattro, a cinque et sei voci“, Venedig 1579
  - „Madrigaletti et Napolitane a sei voci“, Venedig 1581
  - „Secondo libro di madrigaletti et napolitane a sei voci“, Venedig 1582
  - „Il primo libro de madrigali a quattro voci“, Venedig 1586
  - „Il secondo libro de madrigali a cinque voci“, Venedig 1587
  - „Il secondo libro de madrigali a sei voci“, Venedig 1589
  - „Il terzo libro de madrigali a cinque voci“, Ferrara 1597
  - „Il quarto libro de madrigali a cinque voci“, Neapel 1599
  - „Il terzo libro de madrigali a quattro voci“, Neapel 1610
  - „Il sesto libro de madrigali a cinque voci“, Venedig 1613
  - 18 Madrigale zu vier bis sechs Stimmen, erschienen mehrfach zwischen 1574 und 1609
  - 9 „Canzonette spirituali“ und „Laudi“ zu drei bis vier Stimmen, 1595
  - 4 „Canzonette“ zu drei Stimmen, 1595
  - 1 Chanson zu fünf Stimmen, 1597
- Instrumentalmusik
  - „Ricercare et Canzoni francese a quattro voci“, Rom 1586
  - „Secondo libro de ricercari“ zu vier Stimmen, verschollen
  - 4 „Canzoni alla francese“, 1617
  - 12 Ricercari, ohne Angabe
  - 12 Ricercari (zunächst Palestrina zugeschrieben, wahrscheinlich aber von de Macque)
  - „Ricercare sexti toni“
  - „Capriccio sopra re fa mi sol“
  - „Capricietto“
  - „Canzon chiamate le sue sorella“
  - „Prima, seconda Canzon“
  - „Prime Stravaganze“ mit zwei Varianten
  - „Seconde Stravaganze“
  - „Toccata a modo di trombetta“
  - „Partite sopra Rogiero“
  - „Prima, Seconda Gagliarda“
  - „Nasce la pena mia passagiato per la viola bastarda“, unvollständig
  - „Capriccio sopra un Sogetto“
  - „Capriccio sopra tre Sogetti“
  - „Canzona francese“
  - „Durezze e ligature“
  - „Consonance stravaganti“